# تخلفات انتخابات ریاست‌جمهوری ایران (۱۳۹۶)
نهادهای ناظر انتخابات، مدعی تخلفات وسیع دولت حسن روحانی و ستاد برگزاری انتخابات، در مقدمه و روند برگزاری انتخابات ریاست‌جمهوری ایران در سال ۱۳۹۶ شده‌اند. ستاد سید ابراهیم رئیسی تخلفات دولت در این انتخابات را در نوع خود بی‌نظیر خوانده است.
همچنین ادعاهایی از سوی حامیان نامزدان مطرح شده است دربارهٔ تخلف ستادهای انتخاباتی و رسانه‌های موافق و مخالف دولت در تبلیغات انتخابات.
شورای نگهبان در گزارشی در ۹ خرداد ۱۳۹۶ وقوع تخلفات گسترده که عمدتاً متوجه ستاد برگزاری انتخابات دولت بود را تأیید کرد و از ارجاع پرونده به قوهٔ قضاییه خبر داد.
آیت‌الله خامنه‌ای، رهبر جمهوری اسلامی ایران، وقوع تخلفات در برگزاری انتخابات را تأیید کرد و خواستار پیگیری جدی آن شد و در عین حال گفت که این تخلفات در نتیجهٔ نهایی تأثیرگذار نبوده است.

## انتخابات
دوازدهمین دورهٔ انتخابات ریاست جمهوری ایران در روز جمعه ۲۹ اردیبهشت ۱۳۹۶، همزمان با پنجمین انتخابات شوراهای اسلامی شهر و روستا برگزار شد. نام‌نویسیِ داوطلبان از روز ۲۲ فروردین ۱۳۹۶ آغاز شد و تا ۵ روز ادامه داشت.
پس از اعلام نام نامزدهای تأیید صلاحیت‌شده، آنها از ۸ تا ۲۷ اردیبهشت (جمعاً به‌مدتِ ۲۰ روز) برای تبلیغات انتخاباتی زمان داشتند. رئیس‌جمهور یازدهم حسن روحانی، مجاز به شرکت در انتخابات برای دومین بار پیاپی شد که با سید ابراهیم رئیسی نامزد اصولگرا، سید مصطفی هاشمی‌طبا و سید مصطفی میرسلیم رقابت کرد. طبق نتیجه رسمی حسن روحانی با کسب ۵۷٪ آرا مجدداً به عنوان رئیس‌جمهور ایران انتخاب شد.

## شائبهٔ پرداخت وام روستایی
در فروردین ۹۶ دو ماه قبل از برگزاری انتخابات، حسن روحانی طی یک سخنرانی در همایش ملی «اقتصاد مقاومتی و توسعه روستایی» برای رسیدگی به وضعیت معیشتی دهیاران قول مساعدت و پرداخت وام به دهیاران را اعلام کرد. این دستور ۸ روز بعد به وسیلهٔ دولت اجرایی شد و طی آن وام ۱۰ میلیونی با سود ۱۴ درصد برای دهیاران در نظر گرفته شد. رسانه‌های منتقد دولت، این اقدام دولت را حرکتی پوپولیستی بر خلاف شعارهای دولت و با هدف تطمیع دهیاران و همراه‌سازی روستاییان دانستند که به علت ناکامی دولت در تحقق وعده‌های انتخاباتی خود برای قشر روستایی انجام شده است. رسانه‌های اصول‌گرا مدعی شدند که پرداخت وام فوری ۱۰ میلیونی به دهیاران در حالی صورت می‌گیرد که علیرغم مصوبه مجلس برای اعطای وام‌های ۱۰ میلیونی ازدواج به جوانان، این مصوبه ماه‌هاست به علت خودداری دولت از اجرای کامل آن، به بهانه عدم وجود منابع کافی، یا اجرا نمی‌شود یا بسیار ناقص انجام می‌گیرد.

## کمبود تعرفه و تأخیر در آغاز رأی‌گیری
در حین برگزاری انتخابات علی نیکزاد رئیس ستاد ابراهیم رئیسی در نامه‌ای به هیئت نظارت بر انتخابات، به آنچه تخلفات از حد گذشته خواند اعتراض کرد و خواست این هیئت برای «صیانت از رای مردم ورود کند.» او همچنین در نامه‌ای به وزیر کشور نوشت که در بعضی از شعبه‌های رای‌گیری از ذکر شهرت سید ابراهیم رئیس الساداتی (رئیسی) امتناع شده است و این که هیئت‌های اجرایی در سرکشی از شعب به نفع رئیس‌جمهور تبلیغ می‌کنند. همچنین معاون او سید صولت مرتضوی اعلام کرده در برخی استان‌ها از جمله خراسان و خوزستان برگه رأی کم آمده است ولی ستاد انتخابات توجهی نمی‌کند. محمدعلی موحدی کرمانی رئیس موقت مجمع تشخیص مصلحت نظام از شورای نگهبان خواست به تخلفات ادعایی در انتخابات رسیدگی کند و گفت: ممکن است با بازبینی و بررسی مجدد گزارشات و تخلفات رأی ابراهیم رئیسی از ۱۶ میلیون به ۱۹ میلیون افزایش و رأی حسن روحانی نیز از حدود ۲۳ میلیون به ۲۱ میلیون کاهش پیدا کند. این گفته باعث واکنش صریح وزارت کشور شد این نهاد با انتشار بیانیه‌ای، انتقادهای موحدی کرمانی و ادعای وی دربارهٔ تخلف رای‌گیری در انتخابات ریاست جمهوری اخیر را مایه تعجب و غیرقابل باور خواند.
در ادامه روند رای‌گیری نیز در ساعت‌های پایانی رای‌گیری سید صولت مرتضوی شهردار مشهد و نماینده ابراهیم رئیسی در ستاد انتخابات کشور در جمع خبرنگاران اظهار کرد: گزارش‌های ما حاکی از آن است که در شهرستان‌های مختلف استان‌های خوزستان، خراسان رضوی، اصفهان و خراسان جنوبی کمبود تعرفه وجود دارد. علی اصغر احمدی معاون سیاسی وزیر کشور و رئیس ستاد انتخابات کشور در بخش خبری شبکه دو سیما ادعای کمبود تعرفه را رد کرد. پیش از این نیز رئیس هیئت اجرایی انتخابات در مشهد ادعای کمبود تعرفه را کذب محض دانست.
حسن روحانی در سخنانی در جمع مسئولان ستاد انتخاباتی خود، شورای نگهبان را متهم کرد که برای تمدید بیشتر زمان رای‌دهی همکاری نکرده است. همچنین علی مطهری در نامه‌ای به صادق لاریجانی مدعی شد که اگر از ادامه رأی‌گیری جلوگیری نمی‌کردند حسن روحانی ۲۶ میلیون رأی داشت. اما سخن‌گوی شورای نگهبان مدعی شد که به روحانی گزارش غلط داده‌اند چرا که وزارت کشور درخواست تمدید رأی‌گیری را نخستین بار در غروب به شورای نگهبان ارائه کرده و تشکیل جلسه و بررسی این درخواست در هیئت نظارت انتخابات ۲ ساعت زمان نیاز داشته و بعد ازاین مدت با درخواست تمدید موافق شده است. سخن‌گوی شورای نگهبان همچنین وزارت کشور را به خاطر شروع با تأخیر رأی‌گیری و همچنین اخلال در روند رأی‌گیری به خاطر نقص فنی رایانه‌ها سرزنش کرد.
در ۲۱ تیرماه ۱۳۹۶، علی‌اصغر عنابستانی، عضو ستاد رئیسی و مشاور عالی شهردار مشهد، در واکنش به اظهارات مشاور وزیر کشور، طی نامه‌ای به رحمانی فضلی، توضیحات مشاور او در مورد کمبود تعرفه را فرار به جلو خواند و جلوگیری عمدی دولت از رأی‌دهی حدود ۴ میلیون نفر عمدتاً در استان‌هایی که ابراهیم رئیسی طبق نظرسنجی‌ها رأی بیشتری داشته را محرز خواند. او گفت علی‌رغم چاپ ۱۱ میلیون تعرفه اضافی از طرف دولت، این تعرفه‌ها به موقع به حوزه‌های رأی‌گیری رسانده نشده است.

## تخلفات مدیران اجرایی و دولتی
در ۲۴ اردیبهشت ۱۳۹۶، محمدجعفر منتظری، دادستان کل کشور، دربارهٔ شکایت‌های واصله دربارهٔ انتخابات اظهار کرد: «متأسفانه در چند روز اخیر به ویژه یک هفته اخیر، گزارش‌ها و شکایت‌های قابل توجه از تخلفات برخی بخشداران و فرمانداران و استانداران داشتیم. ما به هیچ وجه مایل نیستیم کار به تشکیل پرونده برای مسئولان اجرایی بکشد زیرا کسانی که مسئولیت دولتی دارند حق ندارند له یا علیه نامزدهای انتخابات فعالیت کنند اما اگر چنین باشد، دستگاه قضایی وظیفه برخورد دارد.»
دو روز بعد، غلامحسین محسنی اژه‌ای سخنگوی قوهٔ قضاییه، از تشکیل بیش از ۶۰ پرونده برای مقامات و مدیران دولتی، اعم از استانداران، بخش‌داران، فرمانداران و به خصوص دهیاران به جرم تخلف در انتخابات به نفع دولت و همچنین دستگیری ۲ مدیر دولتی به جرم سرقت اسناد کشور خبر داد. اژه‌ای گفت «مدیران اجرایی، دولتی و کسانی که به نحوی وابسته به دستگاه‌های حکومتی هستند مراقب باشند بیش از حد متعارف حرکتی نداشته باشند. روز انتخابات تمام می‌شود و بعد گرفتاری‌های می‌ماند و فردا این‌ها هستند که تخلف کرده‌اند، اگر می‌خواهند ریسک کنند و خلاف قانون عمل نمایند به فکر خانواده‌هایشان باشند و فردا دیگر توقع و انتظاری نداشته باشند؛ چراکه قوه قضائیه مصمم است که با هر تخلفی از هر رده‌ای استاندار، فرماندار و دهیار و … برخورد می‌کند.»

## گزارش شورای نگهبان
شورای نگهبان، ۹ خرداد ضمن تأیید درستی انتخابات، تخلف‌های گزارش‌شده را نیز محرز برشمرد. در بیانیهٔ شورای نگهبان، محور تخلف‌های گزارش‌شده این موردها یاد شده است:
1. کمبود تعرفه
2. تأخیر در شروع رأی‌گیری
3. اخلال در روند رأی‌گیری به دلیل توقف یا کندی دستگاه احراز هویت
4. عدم صدور کارت نماینده نامزدها
5. عدم رعایت بی‌طرفی در آگهی نمودن اسامی نامزدها
6. تعطیلی زود هنگام شعب
7. تبلیغ به نفع نامزدها
8. استفاده امکانات دولتی
9. جانبداری و دخالت برخی مقامات در امر انتخابات
10. تطمیع، تهدید، خرید و فروش آرا
11. مخدوش بودن تعرفه‌ها در برخی صندوق‌ها (بدون مهر بودن تعرفه‌ها، عدم درج مشخصات رأی دهنده یا فقدان اثر انگشت و…)
12. ممانعت از حضور نماینده نامزدها در شعب و …

در این بیانیه شورای نگهبان ضمن بیان اینکه در پاره‌ای از موردها شکایت محرز است و تخلف‌ها اثبات رسیده است، و مراتب جهت رسیدگی به قوهٔ قضائیه فرستاده خواهد شد، گفته است: «امیدواریم که رسیدگی قاطع، دقیق، سریع و عادلانه به تخلفات ارسالی به قوه قضاییه به گونه‌ای باشد که در آینده شاهد چنین رفتارهایی در نمایش اقتدار مردم عزیز و شریف ایران اسلامی نباشیم.»

## ادعای تخلفات رسانه‌ها

### تخلفات به نفع رئیسی
دو ستاد انتخاباتی اسحاق جهانگیری و حسن روحانی با ارائه اسناد صدا و سیما را محکوم به تخلف آشکار حمایت از رئیسی نمودند.
به‌طور مثال شبکه یک ساعت ۸:۳۰ دقیقه ۲۶ اردیبهشت همایش حامیان سید ابراهیم رئیسی را زیرنویس کرد و در هنگام پخش یک سریال از شبکه ۳ در پربیننده‌ترین ساعت‌ها، صحبت‌های محمدباقر قالیباف در حمایت از ابراهیم رئیسی نیز از اخبار سراسری به تعداد مکرر پخش و زیرنویس شد.
همچنین جمعی از نمایندگان مجلس حامی روحانی که مسئولیت نظارت بر صدا و سیما را بر عهده دارند در بیانه‌ای صدا و سیما را ستاد انتخابات کاندیدای اصولگرا معرفی کردند، علی مطهری نایب‌رئیس مجلس که از حامیان روحانی است، ادعا کرده‌بود میتینگ رئیسی پخش شده ولی همایش بزرگ آزادی روحانی سانسور شده است، و از این که تلویزیون در اخبار ۲۰:۳۰ سه دقیقه همایش انتخاباتی رئیسی را نشان داده و اجتماع ۲۰ هزار نفری اصلاح طلبان حامی روحانی را سه ثانیه نشان داده است اظهار تاسف کرد.
مجید انصاری معاون پارلمانی رئیس‌جمهور با انتقاد از رویه صدا و سیما در تبلیغات انتخابات ریاست جمهوری نیز اظهار کرد: از جریان خاصی که در صدا و سیما از یک سو به تخریب دولت مشغول هستند و از سوی دیگر عملاً کار ستاد انتخاباتی ۱ یا ۲ نفر از کاندیداها را انجام می‌دهد، به شدت گلایه‌مند هستیم. پیش از این نیز ستاد انتخاباتی روحانی در اطلاعیه‌ای اعلام کرده‌بود، بخش‌هایی از مستند انتخاباتی دکتر روحانی با عنوان رئیس‌جمهور روحانی از سوی صدا و سیما حذف شد.
احمد مازنی از اعضای کمیسیون فرهنگی مجلس در یادداشتی نسبت به آنچه تبلیغات سیاسی صدا و سیما برای رئیسی کاندیدای گروه جمنا خوانده‌بود، اعتراض کرد. محمد شریعتمداری رئیس ستاد روحانی نیز در نامه‌ای در اعتراض به عملکرد رسانه ملی به عبدالعلی علی‌عسکری نوشت و گفت، رفتار یکسویه رسانه ملی موجب تحریک احساسات ضد ظلم مردم ایران می‌شود. روحانی در اعتراض به عملکرد صدا و سیما در جمع مردم زنجان گفت: صدا و سیما گرفتار یک باند سیاسی است.
سحر نیوز ادعا کرده‌بود که صداوسیما هنگام پخش سخنرانی‌های روحانی، چندان تمایلی به نشان‌دادن جمعیت ندارد و و زاویه دوربین متمرکز رو به سخنران است. وبگاه خبری اعتدال نیز، ادعا کرده‌بود مصاحبه‌های جهت دار ضد رئیس‌جمهور فعلی با انتقاد از شرایط اقتصادی یک سوءاستفاده از مردم برای حمایت از کاندیدای خاص توسط صدا و سیما بوده است به شکلی که افراد مصاحبه‌کننده به شکل واضح مخاطب را به سمت و سوی کاندیدای خاص هدایت می‌کنند

### تخلفات به نفع روحانی
مخالفین دولت نیز متقابلاً اعتراضاتی به تخلفات ادعایی صداوسیما در حمایت از روحانی داشتند. از جملهٔ این اعتراض‌ها، عملکرد صداوسیما در سانسور بخشی از مستندهای نامزدهای مورد حمایت آنها بود.
جمنا در نامه‌ای با اعتراض به صداوسیما به علت ادعای حمایت از دولت، ابراز کردند: رسانهٔ ملی به‌عنوان یک سرمایه ملی نباید به بهانه تضییقات مالی یا فشارهای صاحبان قدرت تن به بی‌عدالتی و آنتن فروشی دهد.
فعالان بسیج دانشجویی در نامه‌ای به صداوسیما از تغییر پیوستهٔ موضوع مناظره‌های انتخاباتی انتقاد کردند.
ستاد رئیسی در نامه‌ای به صداوسیما، از پخش برنامه‌های روحانی گله کرده‌بود.